# Ulugurucharax uluguruensis
Ulugurucharax uluguruensis is een insect uit de orde Phasmatodea en de familie Bacillidae. De wetenschappelijke naam van deze soort is voor het eerst geldig gepubliceerd in 2005 door Zompro.